# تنجش (زیست‌شناسی)
تَنجش (nastie) یعنی پاسخ انقباضی جانداران به یک محرک بیرونی (مانند دما، رطوبت، نور). تنجش از جهت تأثیر آن مستقل است.
تنجش معمولاً در گیاهان دیده می‌شود و بخشی از گیاه مانند برگ، کاسبرگ یا گلبرگ پاسخ را نشان می‌دهد. اگر گیاهی متوجه آسیب شود با موجی از جریان الکتریسیته قابل اندازه‌گیری واکنش نشان می‌دهد. این پدیده پاسخ تنجشی (Nastic response) نام دارد.

## انواع
- بساوش‌تنجی
- شب‌تنجی
- اوپاتنجی